# Свольвер
Свольвер (норв. Svolvær) — административный центр коммуны Воган, фюльке Нурланн, Норвегия. Население города составляет 4230 жителей (2012 год).
Свольвер был отделен, как город и отдельная коммуна, от коммуны Воган в 1919 году, но потом обратно вошёл в состав Вогана 1 января 1964 года.

## История и экономика

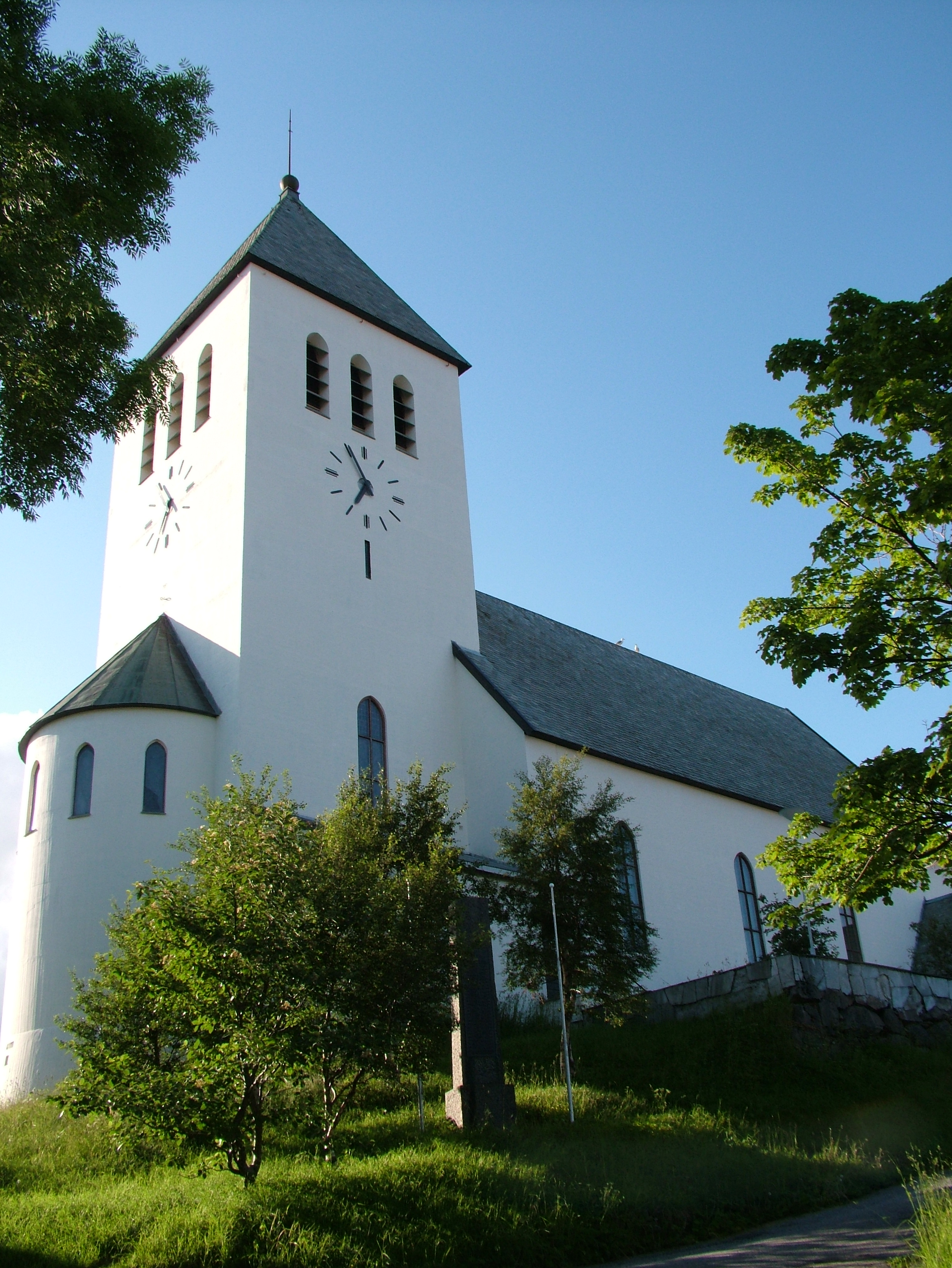
Церковь в Свольвере

Первое городское поселение известное в Северной Норвегии, Вогар (норв. Vågar) был расположен в узкой природной гавани возле Кабельвога к югу от Свольвера. Вогар упоминается в книге «Круг земной» и возможно был образован раньше 800-х годов. Первая церковь, построенная в Северной Норвегии была, наиболее вероятно, построена здесь приблизительно 900 лет назад. Крупнейший вылов трески зимой всегда являлся наиболее важной экономической основой для города, в настоящее время также очень важны рыбные фермы (лосось), а также компании Secora и Lofotkraft.
Свольвер получил самоуправление в 1919 году, однако позже был объединен с соседней коммуной в 1964 году. Городское управление было провозглашено опять в 1996 году. Туризм является всё более и более важным, и Свольвер является транспортным узлом и любимым местом отправления для туристических экскурсий по островам. Приблизительно 200 тыс. туристов посещают Свольвер каждый год. Новый 10-этажный комбинированный культурный центр и отель на 1160 номеров был открыт в марте 2009 года. В Свольвере находится несколько художественных галерей (, ). В городе находится музей Второй мировой войны — Lofoten Krigsminnemuseum (). Обзорные экскурсии по наблюдению за косатками отправляются из Свольвера поздней осенью и зимой. Лодочные экскурсии до ближайшего пролива Рафтсундет и его известного «ответвления» — Тролльфьорда также отправляются из Свольвера.

## Транспортное сообщение

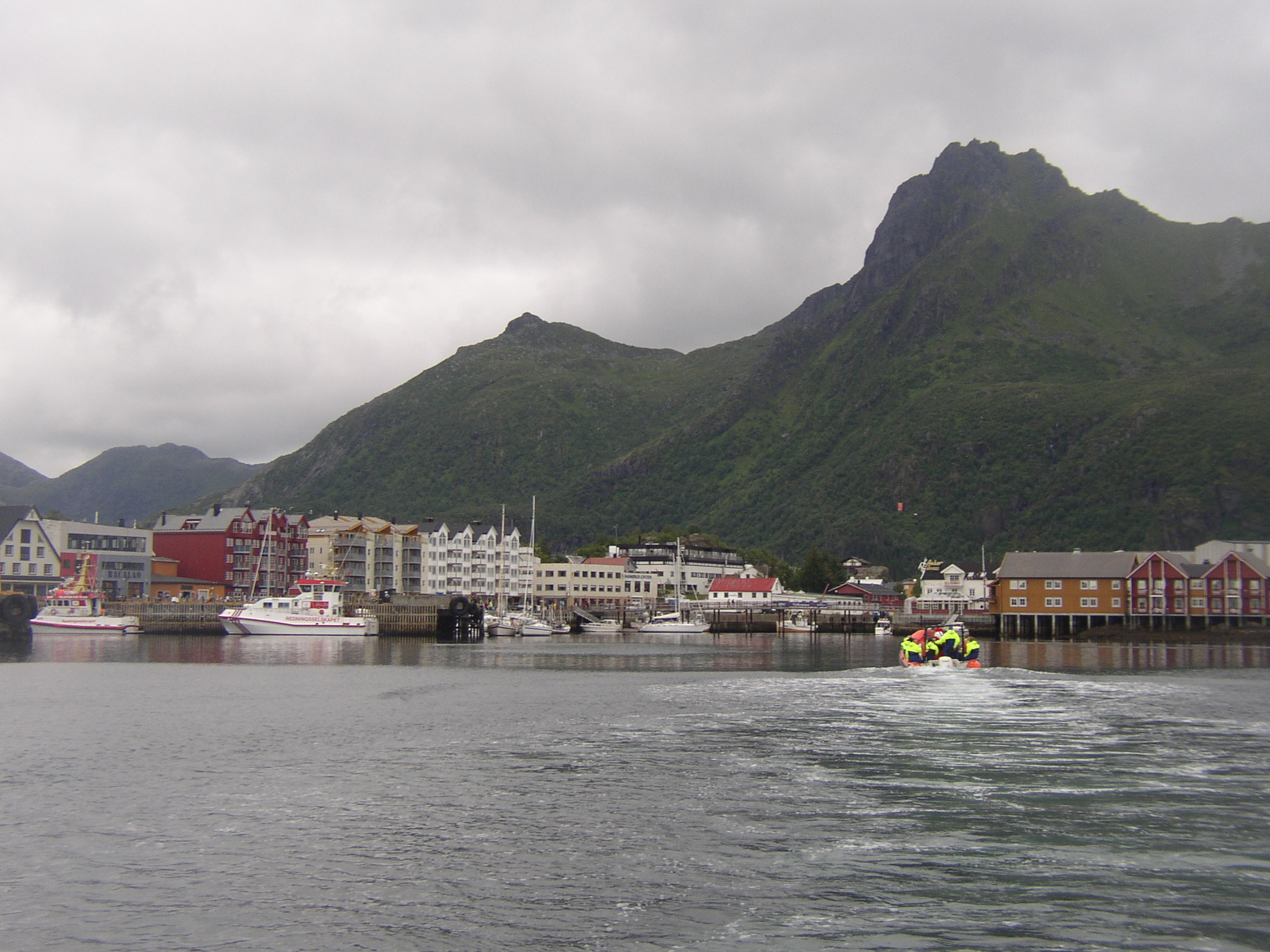
Гавань Свольвера

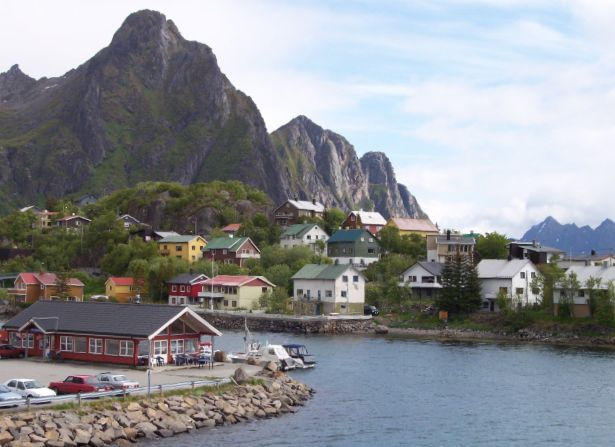
Вид на Свольвер с гавани для паромов

Часть города построена на маленьких островах, соединённых мостами. Возле города находится региональный аэропорт Свольвера в Хелле, а также порт для Хуртигрутена. Паромное сообщение налажено с Скутвиком в Хамарёе, а лодочный экспресс ходит в Будё. Трасса Лобаста была официальна открыта 1 декабря 2007 года, соединив Свольвер с материком и аэропортом Харстад/Нарвик в Эвенесе. Регулярные рейсовые автобусы отправляются в Эвенес (3 часа) и Нарвик (4 часа 15 мин). Лодочное сообщение налажено с близлежащим живописным островом Скрова, где открываются прекрасные виды с холма во всех направлениях.

## Месторасположение и климат
Свольвер расположен в Лофотене на южном берегу острова Ауствогёя, омываемый морем с юга и с горами в северной части. Наиболее известная гора, Свольвергейта (Svolværgeita), была первый раз покорена в 1910 году. Свольвер частично расположен на маленьких островах, таких как Свинёя, соединённых с основным островом по дороге через мост Свинёя. Защищенная горами с запада и севера, территория Свольвера имеет менее туманную и немного более высокую дневную температуру летом, чем западная часть Лофотена, но некоторые горы, в то же время, создают более орографический уровень осадков в дождливые дни (). Осадки наиболее высоки осенью и зимой, средний уровень в октябре в три раза выше чем в июне.
Климат Свольвера — морской, благодаря влиянию течения Гольфстрим имеет очень высокие для данной широты зимние температуры. Средняя годовая температура сравнима с температурой в средней полосе России, а в отдельные годы не наблюдается месяцев с отрицательной средней температурой. Самая низкая температура за период метеонаблюдений с 1973 года была зафиксирована 24 января 1986 года и составила −14,0°С, самая высокая — 15 июля 2014 года и составила 29,7°С. С 1954 года самая низкая среднемесячная температура наблюдалась в феврале 1970 года и составила −3,7°С, самым теплым месяцем стал июль 2014 года со средней температурой 16,8°С.
| Показатель                                                                        | Янв. | Фев. | Март | Апр. | Май  | Июнь | Июль | Авг. | Сен. | Окт. | Нояб. | Дек. | Год   |
| --------------------------------------------------------------------------------- | ---- | ---- | ---- | ---- | ---- | ---- | ---- | ---- | ---- | ---- | ----- | ---- | ----- |
| Средняя температура, °C                                                           | 0,4  | −0,2 | 0,5  | 2,9  | 6,7  | 10,5 | 13,4 | 12,7 | 10,1 | 6,0  | 3,3   | 1,4  | 5,6   |
| Норма осадков, мм                                                                 | 83   | 71   | 58,2 | 42,3 | 44,4 | 35,8 | 44,6 | 39,8 | 68,2 | 86,5 | 72,1  | 76,3 | 722,2 |
| Источник: Компиляция данных с сайта "Погода и климат", Среднее количество осадков |      |      |      |      |      |      |      |      |      |      |       |      |       |

## Города-побратимы
- Анкона, Марке, Италия

|                          |                          |                                                                                               |
| Свольвер, июнь 2005 года | Свольвер около 1890 года | Гавань Свольвера («From Svolvær harbor») — картина Гуннара Берга, который родился в Свольвере |